# Assedio di Mozia
L’assedio e caduta di Mozia avvennero durante il principio del IV secolo a.C., ad opera dell'esercito siracusano e dei suoi alleati. L'isola rappresentava per Cartagine uno dei punti commerciali più fiorenti in Sicilia, oltre che solida fortezza; fu per questo motivo che la sua contesa, disputata tra punici e sicelioti, ebbe grande rilevanza nelle cronache del tempo.
La caduta di Mozia portò come conseguenze immediate il saccheggio e lo spopolamento dell'isola. La conseguenza a lungo termine fu la sua progressiva perdita d'importanza in chiave punica; i cartaginesi la sostituirono con Lilibeo, città dalle controverse origini, definita come "l'erede di Mozia".

## Contesto
Dopo l'intervento in guerra da parte di Atene, nel 415 a.C., e le conseguenti battaglie combattute in Sicilia, Siracusa, pur uscita vittoriosa contro gli ateniesi, si trovava in uno stato post-bellico dalle gravi conseguenze sociali ed economiche.
Successivamente non vi fu nemmeno il tempo per poter annunciare un nuovo periodo di pace, poiché Cartagine, lo stesso anno della sconfitta di Atene, 413 a.C., sbarcò nuovamente in Sicilia per venire in soccorso di Segesta, la quale dopo la disfatta dei protettori attici, cercava adesso un nuovo difensore che potesse bloccare Selinunte; sua acerrima nemica e alleata dei siracusani. I segestani trovarono risposta nell'esercito cartaginese comandato dal re punico, Annibale Magone. Selinunte venne espugnata e distrutta dopo nove giorni di pesante assedio. Durante la seconda e terza campagna siciliana, occorse tra il 410 e il 404 a.C., molte città simbolo della grecità caddero in mano punica: Imera, Agrigento, Gela, Camarina, si arresero una dopo l'altra sotto i colpi dei soldati cartaginesi e di fronte all'impotenza di Siracusa, la quale nulla poté fare per evitare che Cartagine avanzasse fin sotto le sue mura e dettasse il suo volere in terra siciliana.
Tutto ciò ebbe fine nell'anno 404, quando un'improvvisa pestilenza scoppiata tra le file dell'esercito cartaginese, impose a Imilcone II - il quale nel frattempo era subentrato ad Annibale, perito presso Akragas - di arrestare la sua avanzata e cercare la pace con la parte avversa.
Questa pace venne trattata con Dionisio I di Siracusa, nuovo giovane tiranno; salito al potere nel mezzo di una crisi sociale, aggravatasi proprio a causa dello scompiglio e della distruzione portata da Cartagine.
Il trattato di pace, definito ambiguo perché contratto in un momento della guerra che diveniva favorevole a Dionisio, sanciva che:
- I territori dei sicani e degli elimi restavano sotto l'egemonia di Cartagine.
- I territori conquistati da Cartagine potevano essere ripopolati, ma le città non dovevano edificare alcuna opera difensiva: niente alte mura, né altro tipo di fortificazione.
- I territori conquistati da Cartagine dovevano pagare un regolare tributo alla capitale fenicia.
- Le città siceliote e sicule rimanevano libere di amministrarsi con le proprie leggi, ma Siracusa non doveva in alcun modo violare l'autonomia delle stesse.

Ma Dionisio non intendeva rispettare la pace. Egli infatti durante il periodo di non-belligeranza con i cartaginesi, si impegnò alacremente per dotare la polis siracusana di un vasto esercito, composto sia da truppe interne che mercenarie. Dotò inoltre la sua flotta di numerose navi e il suo apparato bellico d'ogni sorta di strumento o arma. In questo modo fu pronto a capitanare una nuova offensiva verso la parte punica della Sicilia e non gli fu difficile fomentare l'animo dei greci siciliani già adirati per le tante sconfitte subite nelle due precedenti campagne.

## Antefatti

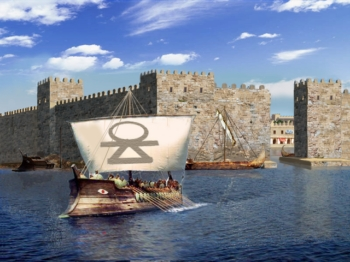
L'ingresso al kothon dell'isola di Mozia

### L'assalto di Ermocrate
Prima dell'assedio vi era stato un unico precedente bellico tra Siracusa e Mozia. Secondo la narrazione di Diodoro Siculo, ciò era avvenuto quando il generale Ermocrate, nel tentativo di riprendere i centri conquistati dai cartaginesi - casus belli della terza campagna punica siciliana - si era portato fin sotto le mura di Palermo e di Mozia, uccidendo molti suoi abitanti e costringendo i restanti moziesi a trovare riparo dietro le fortificazioni. Ma poiché il popolo siracusano era contrario allo scoppio di una nuova guerra contro Cartagine, si oppose alle operazioni militari intraprese da Ermocrate, da esso esiliato, e cercò di negoziare una pace con i cartaginesi. Il contatto fra i moziesi e il generale siracusano terminò, poiché questi venne distratto dai disordini sociali che stavano avendo luogo all'interno di Siracusa, dove egli sarebbe stato infine ucciso.

### La dichiarazione di guerra
Dionisio, salito al potere, adoperò una politica espansionistica che violava il trattato precedentemente stipulato con i cartaginesi. Mosse le sue armi contro Erbesso, antica città dei Siculi, e di seguito contro Aitna, Katane, Nasso e Leontinoi. Incorporando queste città nell'agro siracusano, eccetto Nasso, la quale venne donata per qualche ragione ignota ai siculi. Mentre si armava di un poderoso esercito, svolgeva nei luoghi dei greci una propaganda anti-punica con lo scopo di fomentare la vendetta che i sicelioti nutrivano verso i cartaginesi, i quali negli ultimi tempi più volte li avevano umiliati. Cominciò tutto ciò dalla sua città:
(Diodoro Siculo, curato da Giuseppe Compagnoni, Biblioteca storica dei Diodoro Siculo, Volume 4, pag. 242-243.)
Da quel momento i siracusani presero in odio tutto ciò che appartenesse a Cartagine; nella polis dimoravano molti abitanti punici, soprattutto mercanti, essi vennero derubati e privati del loro commercio sul territorio. La voce di quest'ira giunse veloce presso le altre città siciliane, i cui abitanti sicelioti sposarono la medesima causa aretusea e ricordando quanto avevano patito a causa della distruzione delle loro patrie, fecero provare le stesse atrocità ad ogni cartaginese, o africano, che incontrassero nel loro cammino. Come a voler dare un monito al comportamento di Cartagine verso i vinti:
(Diodoro Siculo, curato da Giuseppe Compagnoni, Biblioteca storica dei Diodoro Siculo, Volume 4, pag. 244.)
Dionisio a questo punto mandò un messo a Cartagine, con il compito di consegnare al Senato della capitale fenicia una lettera con dichiarazione di guerra da parte di Siracusa; sarebbero state aperte le ostilità in caso di mancato allontanamento di Cartagine da ogni città greca di Sicilia.
Cartagine non aveva ovviamente intenzione di lasciare la Sicilia, ma temeva in quel momento una guerra, poiché la pestilenza le aveva tolto un numeroso esercito e non disponeva delle forze necessarie. Conscia comunque dello scoppio imminente del conflitto bellico, mandò i suoi messi in Europa per reclutare soldati. Nel frattempo anche Dionisio, muovendosi per le terre siciliane, radunò dietro di sé una numerosa schiera di uomini disposti a combattere il dominio cartaginese. Primi fra tutti furono i superstiti di Camarina, quelli di Gela, e ancora gli agrigentini, gli imeresi e quelli di Selinunte; tutti desiderosi di rivincita contro il potere dei punici. Giunse infine ad Erice, dall'altro lato della Sicilia, poiché vicina a Mozia; suo reale obiettivo.

## L'Assedio

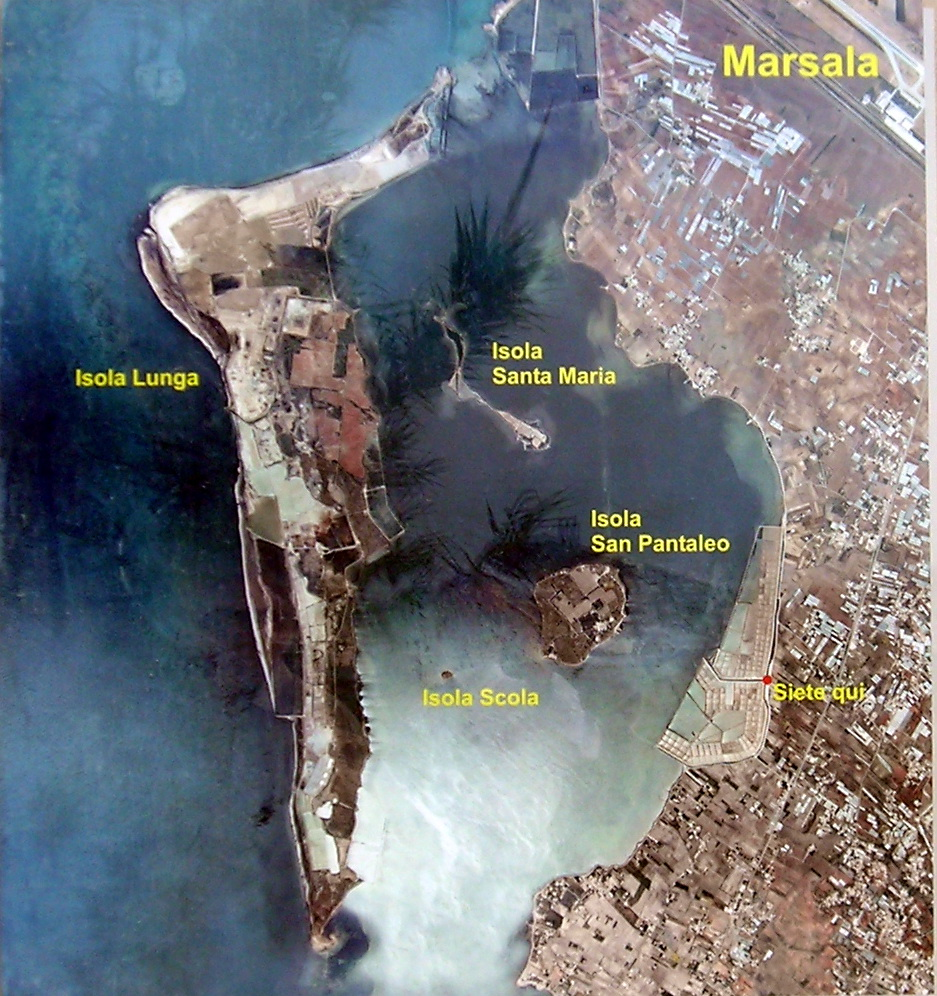
Mozia (il cui nome odierno è San Pantaleo) posizionata tra le isole dello Stagnone, nel territorio dell'attuale Marsala, antica Lilibeo.

### La presa del porto moziese
Le forze di Dionisio potevano dirsi poderose, poiché egli poteva contare su un gran numero di soldati: 80 000 fanti e 3 000 cavalieri. E poteva contare anche su un gran numero di forze navali: 200 navi da guerra, più 500 (numero approssimativo nelle stesse fonti) navi da trasporto - secondo la narrazione di Diodoro Siculo:
(Diodoro Siculo, (curato da Giuseppe Compagnoni, Biblioteca storica dei Diodoro Siculo, Volume 4, pag. 246.)
Egli s'incamminò verso la costa meridionale della Sicilia, mentre la nutrita flotta lo seguiva via mare. Arrivò nel nord-ovest della Sicilia. Giunto ad Erice, le sue vaste schiere intimorirono gli ericini, i quali, sia per non marciare contro le forze dionisiane e sia per il rancore che provavano verso i cartaginesi, decisero di unirsi anch'essi alle file dei sicelioti. Dionisio radunò tutto il suo esercito sotto le mura dell'isola di Mozia.
Tuttavia i moziesi non avevano alcuna intenzione di arrendersi alle pretese dei sicelioti e confidando nel tempestivo intervento di Cartagine, intralciarono al loro nemico la traversata, distruggendo la sottile striscia di terra che univa l'isola alla terraferma, temendo che i nemici potessero penetrare nella città fortificata e devastarla.
Mozia è così descritta dalle parole di Diodoro Siculo:
Dionisio tuttavia, con i suoi esperti di strategie militari, aveva già previsto e studiato il luogo dell'assedio; dunque puntò molto sulla sottile striscia di terra che fungeva da collegamento terrestre con la vicina isola. Per cui fece ricostruire e arginare la strada moziese, rendendo così vano il tentativo di blocco da parte degli isolani. Fatto ciò fece entrare nelle acque moziesi parte della sua flotta da guerra, mentre altre navi le pose all'ancora all'interno della baia.
Il neo tiranno affidò il prosieguo dell'assedio al fratello Leptine, già comandante dell'armata, ed egli si portò con parte delle truppe a recare guerra nelle restanti città filo-cartaginesi della Sicilia. I Sicani - legati all'egemonia di Cartagine in base all'ultimo trattato di pace - quando videro l'esercito siracusano apprestarsi dinanzi alle loro città, scelsero di ribellarsi ai comandi punici e si unirono ai sicelioti. Solamente cinque città decisero di opporsi all'assalto dionisiano, e queste furono: Ancyrae, Palermo, Solunto, Segesta ed Entella. Dionisio portò le sue forze sotto le mura di queste città e dopo aver saccheggiato i territori delle prime tre - tagliando persino gli alberi che vi crescevano sul fertile suolo - pose sotto assedio Segesta ed Entella, ma entrambe erano ben fortificate, per cui non essendo quelle il suo obbiettivo principale, decise di togliere l'assedio e di ritornare sotto Mozia; in quanto fortezza più cara a Cartagine.
Nel frattempo Imilcone II, dopo aver osservato le mosse del nemico e avere radunato una moltitudine di combattenti da più parti, decise di provare a distrarre Dionisio, comandando una spedizione militare notturna contro Siracusa; spedì dieci navi con un suo ammiraglio in direzione del porto siracusano, con lo scopo di distruggere le restanti navi che gli aretusei non avevano portato con sé a Mozia. Non essendo preparati ad un improvviso attacco, i siracusani subirono l'assalto cartaginese e videro le loro navi incendiate nella notte.
Ma nemmeno questa mossa riuscì a distogliere Dionisio dalla sua guerra contro le città alleate di Cartagine. Il condottiero siracusano portò tutti i suoi uomini ad occupare gli spazi vacanti che vi erano tra la spiaggia e il porto di Mozia.
Fallito il diversivo per tentare di indurre Dionisio a correre in soccorso della sua patria, Imilcone ingaggiò allora un attacco a sorpresa contro la flotta siracusana posta nel porto moziese. Il re di Cartagine sperava di cogliere le navi aretusee in una posizione ad esse sfavorevole, e dunque di distruggerle all'interno della baia isolana e porre così fine all'assedio dei sicelioti contro la sua principale roccaforte. Successivamente intendeva punire la polis che aveva ideato l'attacco, violando il precedente trattato di pace; dunque dirigersi verso Siracusa, con forze ancora maggiori. Per mettere in pratica il suo piano, Imilcone spedì 100 delle sue migliori triremi nelle acque di Mozia.

### L'uso della catapulta durante l'assedio

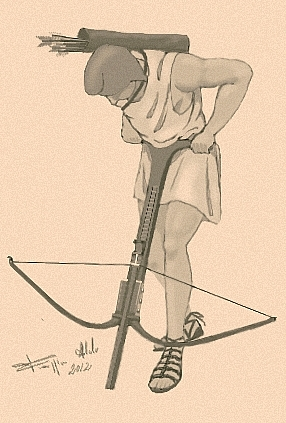
L'uso di una Balista, prototipo della futura catapulta a torsione. Il suo uso è documentato per la prima volta durante l'Assedio di Mozia da parte di Dionisio I.

I cartaginesi, partiti di notte, approdarono sulla spiaggia di Selinunte. Aggirarono il Lilibeo e in mattinata giunsero dinanzi all'isola moziese. La sorpresa dei sicelioti fu grande nel vederseli spuntare alle spalle; il piano di Imilcone aveva funzionato. Colta impreparata sulle prime dell'alba, e stipata in acque troppo basse per le manovre militari, parte della flotta dionisiana ebbe la peggio. I cartaginesi distrussero e incendiarono le navi ad essi più vicine.
Imilcone entrato nel porto, dispose le sue navi in ordine di battaglia, in maniera tale da potere assaltare quelle poste sulla secca da Dionisio. Il retore macedone Polieno così descrive l'angusto sito della battaglia navale:
Il tiranno aretuseo per evitare che tutte le sue navi andassero distrutte nel sacco dei cartaginesi, diede l'ordine di porre al sicuro le navi rimaste a terra. Imilcone aveva incominciato il suo assalto, ma egli e il suo esercito marinaro si ritrovarono improvvisamente sotto una pioggia incessante di dardi.
La flotta da guerra di Dionisio era infatti stata attrezzata di frombolieri, arcieri e saettieri in grande quantità. Ma c'era qualcosa di diverso che spaventò l'esercito di Cartagine: da terra giungevano frecce lanciate ad ampia distanza. Si trattava dell'uso della catapulta: era la prima volta che essa veniva impiegata durante un assedio. I siracusani, da terra, puntavano in direzione dei cartaginesi le loro baliste, che secondo Diodoro erano di due tipi: una per il lancio di grandi pietre e l'altra per il lancio delle frecce; con queste uccidevano un gran numero di nemici.
Nel frattempo Dionisio, approfittando dello smarrimento generale dei soldati cartaginesi, fece spostare a mano 80 delle sue galee per toglierle dalla vista del nemico. Imilcone credendo che Dionisio stesse portando la flotta alle sue spalle, in maniera tale da chiuderlo al centro, ebbe timore di far proseguire l'avanzata punica. E vedendo i suoi uomini cadere sotto la gittata nemica, decise di abbandonare le acque moziesi e di ritirarsi.
I sicelioti avevano preso il porto. Cartagine abbandonava a sé stessa l'isola che fino a quel momento era stata la sua più potente e opulenta alleata siciliana. Dionisio ebbe così campo libero e poté far terminare la ricostruzione della strada che avrebbe permesso ai suoi uomini di attraversare le basse acque che separavano le sue macchine d'assalto dalle mura di Mozia. Appena finito il lavoro, l'esercito dei greci si posizionò con ogni sorta d'arma sotto le fortificazioni moziesi.

### L'assalto alle mura

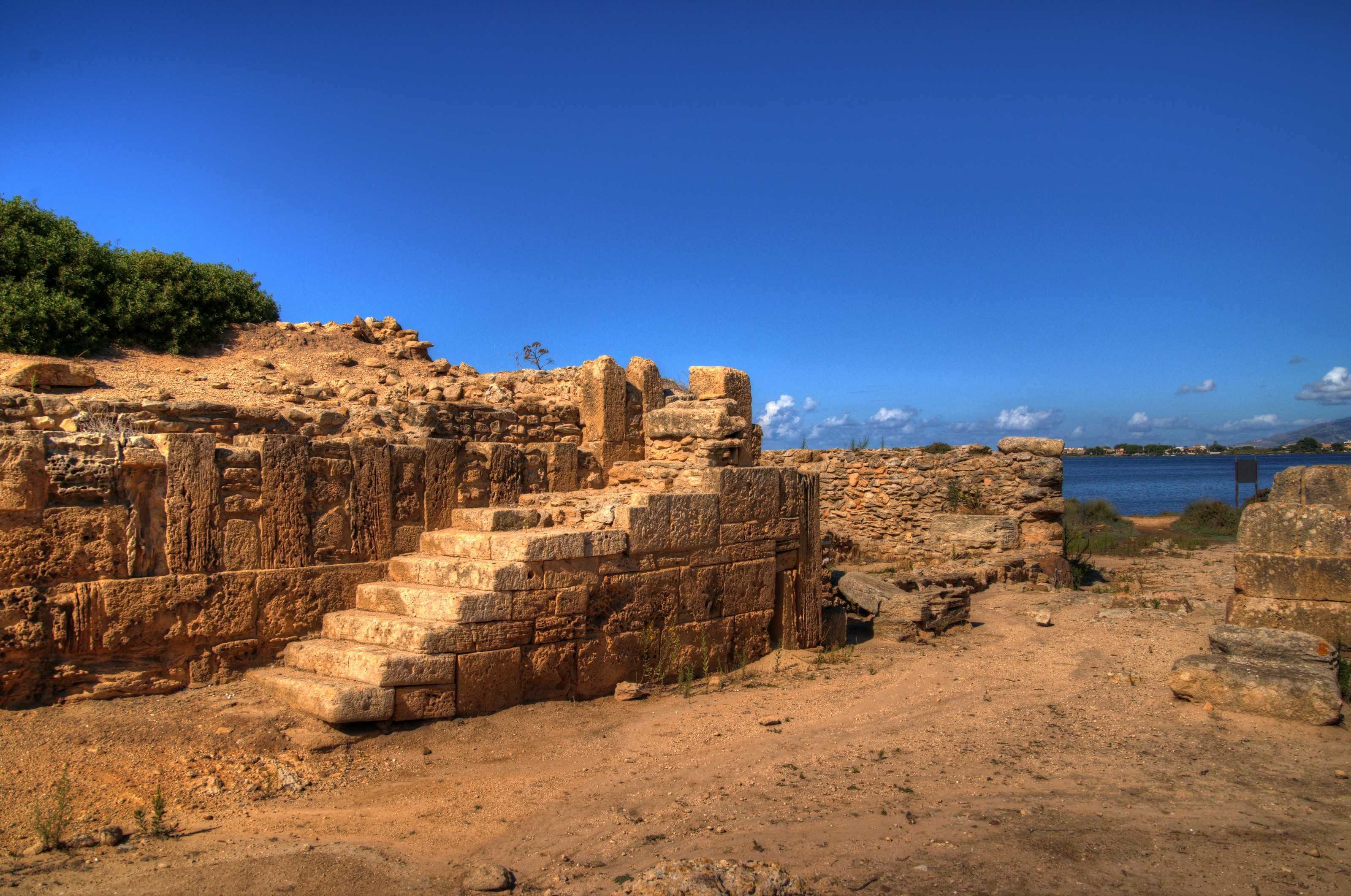
L'entrata Nord di Mozia; dove avvenne l'attacco principale, dedotto dall'abbondante quantità frammentaria di dardi ritrovati in epoca moderna in quella zona dell'isola.

L'esercito di Dionisio cominciò a battere sulle mura forti colpi di ariete, e con le catapulte lanciava i dardi che obbligavano le difese moziesi a non esporsi oltre la cinta fortificata.
I moziesi, nonostante sapessero adesso di essere soli e senza più possibilità di invio di rinforzi da parte degli alleati, tuttavia non si demoralizzarono e spedirono dinanzi all'attacco nemico i loro guerrieri protetti da armatura di metallo, posizionandoli sopra degli alti alberi appositamente piantati in punti strategici del perimetro assediato. Gli uomini moziesi da quell'altezza lanciarono delle stoppe imbevute di pece sopra le macchine belliche del nemico, poi vi gettarono delle torce di fuoco per cercare di bruciarle. Il loro stratagemma funzionò, infatti i sicelioti furono costretti a spegnere i vari incendi scoppiati sulle macchine d'assalto. Ma ciò non fu sufficiente a fermare l'attacco dell'esercito dionisiano, il quale prontamente batteva nuovamente con gli arieti sulle mura, fino a quando parte di queste cedettero e si aprì una pericolosa breccia per i moziesi.

### I combattimenti corpo a corpo
Parte dei sicelioti riuscì ad entrare oltre le mura della città. Ma la presa dell'isola era ancora lontana, poiché i moziesi vedendo il pericolo avanzare, diedero fondo a tutte le loro risorse fisiche e morali per tentare di allontanare l'orribile sorte di vedere i loro cari - donne e bambini - venduti come schiavi dai vincitori.
I soldati moziesi, capito che sarebbe stato inutile continuare a difendere le mura con una simile breccia, formarono una barriera umana che aveva lo scopo di impedire ai soldati di Dionisio di oltrepassare le case poste dinanzi alla cinta muraria, ormai perduta, e bloccarono ogni altra via d'accesso secondaria all'isola. Lo scontro si portò dunque nelle case adiacenti alle fortificazioni primarie, attaccate dai sicelioti tramite le torri d'assedio, la cui altezza era pari a quella dell'abitazione moziese, sei metri circa.
Diodoro così descrive l'accanito combattimento viso a viso dei soldati: 
(Diodoro Siculo, (curato da Giuseppe Compagnoni, Biblioteca storica dei Diodoro Siculo, Volume 4, pag. 251.)
Assediati e assedianti si ritrovarono quindi a lottare corpo a corpo, con gravi danni per entrambi gli schieramenti. Diodoro narra che essi cadevano giù dalle torri e dalle case; cadevano già morti oppure morivano successivamente nelle strade, per le gravi ferite riportate.
Il violento scenario d'assedio presso l'ingresso della città, durò diversi giorni, fino a quando Dionisio una sera, improvvisamente, decise di far cessare l'assalto richiamando i suoi soldati tramite i trombettieri. Tale mossa fu dovuta al fatto che il siracusano aveva escogitato un nuovo piano, il quale prevedeva l'introduzione di un suo soldato scelto, tale Archilo, all'interno di una delle diroccate abitazioni che avevano di fronte. Archilo nel cuore della notte riuscì ad entrare senza essere visto, poiché i moziesi erano abituati all'ormai consueto ritmo di battaglia che prevedeva i combattimenti di giorno e il riposo di notte. Egli si introdusse con una scala nel luogo stabilito con Dionisio; lo fortificò per i propri compagni e questi vennero mandati dentro dallo stesso tiranno. Quando i moziesi si accorsero di ciò che stava accadendo a pochi metri da loro, era già troppo tardi.
Iniziò un feroce combattimento tra le due parti, ma stavolta i soldati di Dionisio erano dentro e ben piazzati. I moziesi non riuscirono più a trattenerli. La città fu perduta.

## La caduta di Mozia

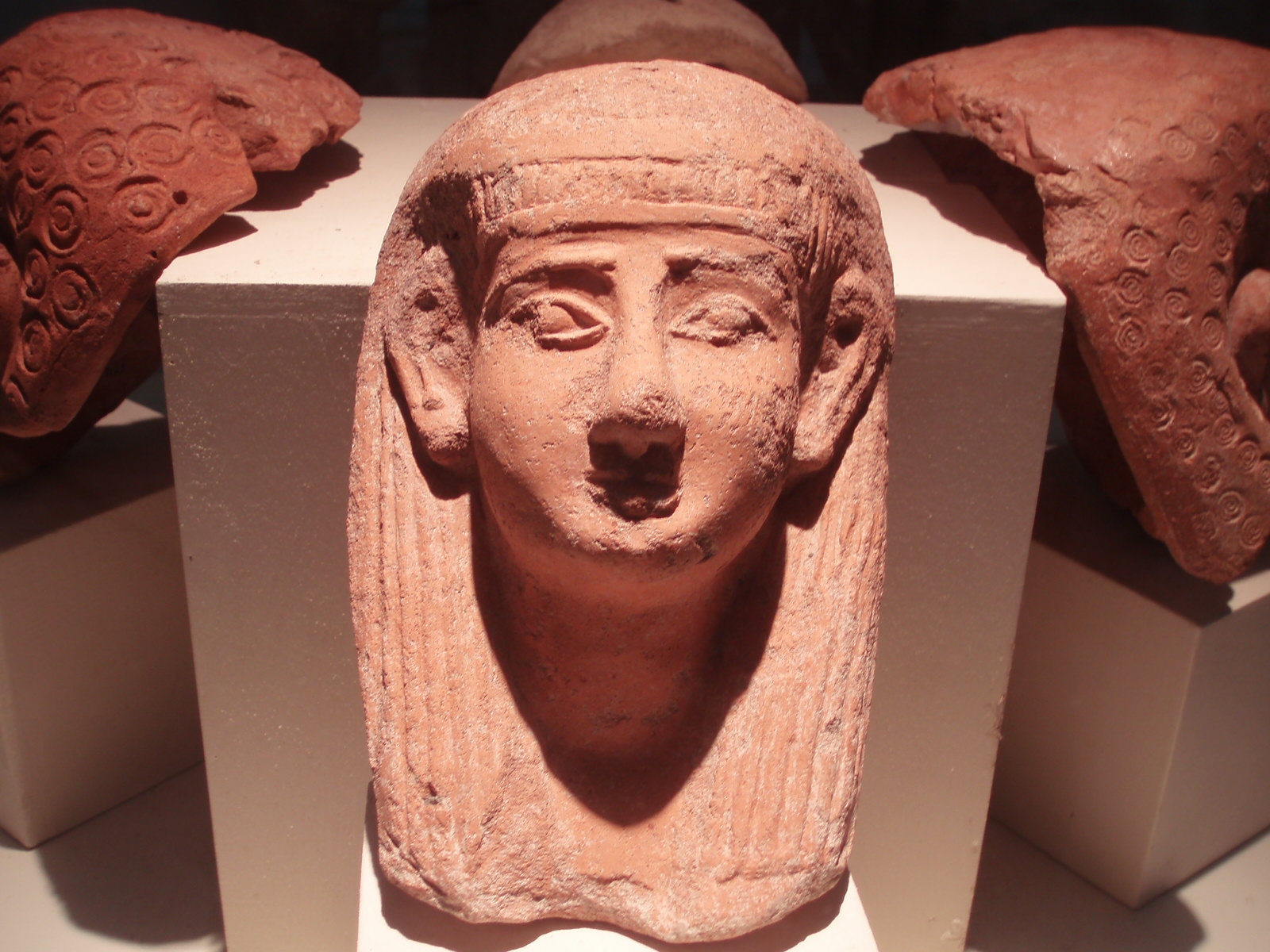
Reperti archeologici provenienti dalla città di Mozia; oggi collocati nel museo dell'isola.

L'esercito invasore si riversò per le vie della città, e per Mozia fu la fine di ogni speranza. I soldati di Dionisio sembravano non provare alcuna pietà per ogni singolo abitante moziese: donne, bambini, anziani, nessuno veniva risparmiato dall'impeto dei soldati.
I moziesi, che disperatamente avevano trasformato le proprie abitazioni in trincee, furono assaliti dall'invasore, spinto dalla sete di vendetta.
I sicelioti furono i più feroci durante l'invasione: essi ricordavano il terribile trattamento ricevuto dai punici quando le loro città vennero assediate e distrutte. Dionisio fermò l'eccidio gridando ai suoi soldati di smetterla con il massacro dei cittadini, poiché egli doveva venderli come schiavi e non decimarli sul campo di battaglia. Ma l'esercito non gli diede ascolto e continuò nella sua opera di devastazione. Allora Dionisio affidò il suo proclama ai banditori pubblici, i quali urlarono per le vie della città che i moziesi per aver salva la vita dovevano rifugiarsi dentro i templi di culto greco che possedevano sul territorio.
La popolazione di Mozia ammontava a circa 15 000 persone prima dell'assedio dionisiano - o una decina di migliaia secondo studi più recenti - ma quanti di questi furono massacrati e quanti vennero messi in catene, non è ancora oggi chiarito. Qualcuno riuscì a fuggire dall'amara sorte isolana; coloro che scappando via mare si diressero verso la costa siciliana, approdando nella futura Lilibeo.
Con il proclama si salvarono i moziesi che riuscirono ad udirlo, radunandosi all'interno dei templi greci, come il tiranno aveva chiesto loro di fare. Dalla narrazione diodorea non appare tuttavia possibile capire se questi templi di culto greco, appartenessero a divinità venerate sia da greci e fenici, oppure se si trattasse di divinità fenicie venerate dai greci di Mozia; più accreditata la prima ipotesi, poiché esistevano somiglianze religiose come ad esempio il nume fenicio Melqart che i greci chiamavano l'Eracle di Tiro. La presenza greca sull'isola moziese è accertata dai resti archeologici e storiografici del tempo; e proprio i greci di Mozia furono coloro contro i quali Dionisio ebbe maggiore accanimento e nessuna pietà. Essi si erano schierati dalla parte dei punici - probabilmente erano considerati ormai abitanti di Mozia, o vi erano giunti come profughi - incrociando le loro lame contro quelle dell'esercito dionisiano, vennero visti come traditori del nome greco, e per questo vennero condannati a una morte peggiore dei vinti di origine moziese; vennero crocifissi. Daimenes - greco catturato e crocifisso a Mozia - è l'unico nome pervenuto degli elleni moziesi che combatterono quella battaglia.
Nonostante ciò, analizzando il comportamento di Dionisio nella presa di Mozia, studiosi come Marta Sordi rivelano in Dionigi un comportamento non eccessivo; poiché egli non distrusse Mozia dalle fondamenta e, sia pure per venale denaro, ordinò di risparmiare i moziesi - eccetto i greci moziesi - cosa che invece Cartagine non fece al tempo di Imera, quando per vendetta la prese e la distrusse totalmente nel 409:
(Amnistia, perdono e vendetta nel mondo antico, Volume 23, pag. 175)
Cessato l'eccidio, i soldati ebbero in sacco le ricchezze delle case dell'isola. Una grande quantità di oro e argento, ricche vesti e tutto ciò che di prezioso vi fosse, fu prelevato dai soldati dionisiani. Archilo, essendo stato il primo ad essere salito sulle mura, venne ricompensato da Dionisio con somma monetale di cento mine, e a seguire tutti gli altri soldati in base ai meriti dimostrati in battaglia.

## Conseguenze

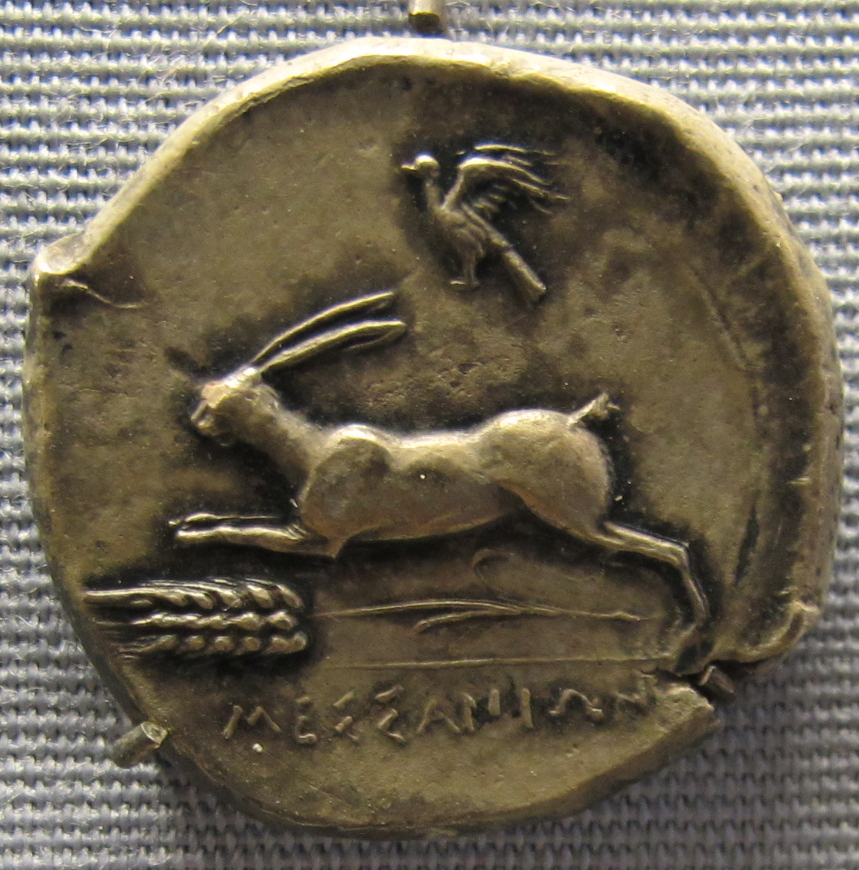
Tetradracma di Messina; città che andrà distrutta dai cartaginesi nelle battaglie immediatamente successive all'assedio di Mozia. Sarà poi ricostruita da Dionisio I di Siracusa.

Gli abitanti superstiti di Mozia vennero venduti all'asta. Dionigi lasciò nell'isola una guarnigione di sicelioti, capitanati dal siracusano di nome Biton, e affidò al fratello Leptine una flotta di centoventi navi con le quali egli doveva perlustrare il mare siciliano occidentale e respingere un eventuale attacco cartaginese - che evidentemente Dionisio credeva essere prossimo - inoltre gli diede ordine di marciare nuovamente contro Segesta ed Entella; di compiere delle scorrerie per infastidire le alleate siciliane di Cartagine.
Dionisio tornò con il resto dell'esercito a Siracusa, dichiarando finita l'offensiva contro Mozia..
Ma non passò molto tempo prima che Cartagine tornasse vivamente a farsi sentire in terra di Sicilia. Lo stesso anno dell'assedio 398 o 397 a.C., la capitale fenicia venne forte di 100 000 soldati tra Libi e Iberi.
Imilcone sbaragliò facilmente il contingente dionisiano lasciato a guardia di Mozia. L'isola passò nuovamente sotto l'egemonia cartaginese; ma il suo declino era ormai segnato. Dopo la presa dei sicelioti, e la conseguente devastazione - nonostante le fonti non parlino di completa distruzione - la nuova fortezza punica, e sicuro luogo di ancoraggio, divenne Lilibeo. Mozia non ebbe più un centro sociale, come attestano le fonti archeologiche che hanno rilevato solo poche tracce di ville sparse in epoca ellenistica ed epoca romana.
La parte greca della Sicilia ebbe invece a subire una nuova rivalsa dei fenici, in questa guerra dove nessuna delle due parti era intenzionata a cedere il controllo della Sicilia. La vendetta dei punici si riversò stavolta contro Messina, che in quell'occasione subì l'ira di Imilcone:
(Marta Sordi, Amnistia, perdono e vendetta nel mondo antico, Volume 23, pag. 175)
Infine la quarta campagna bellica siciliana continuava, poiché Cartagine volse le sue forze contro Siracusa, ponenendola sotto assedio.

## Questioni riguardanti l'assedio di Mozia

### Mozia e Tiro: analogie tra i due assedi

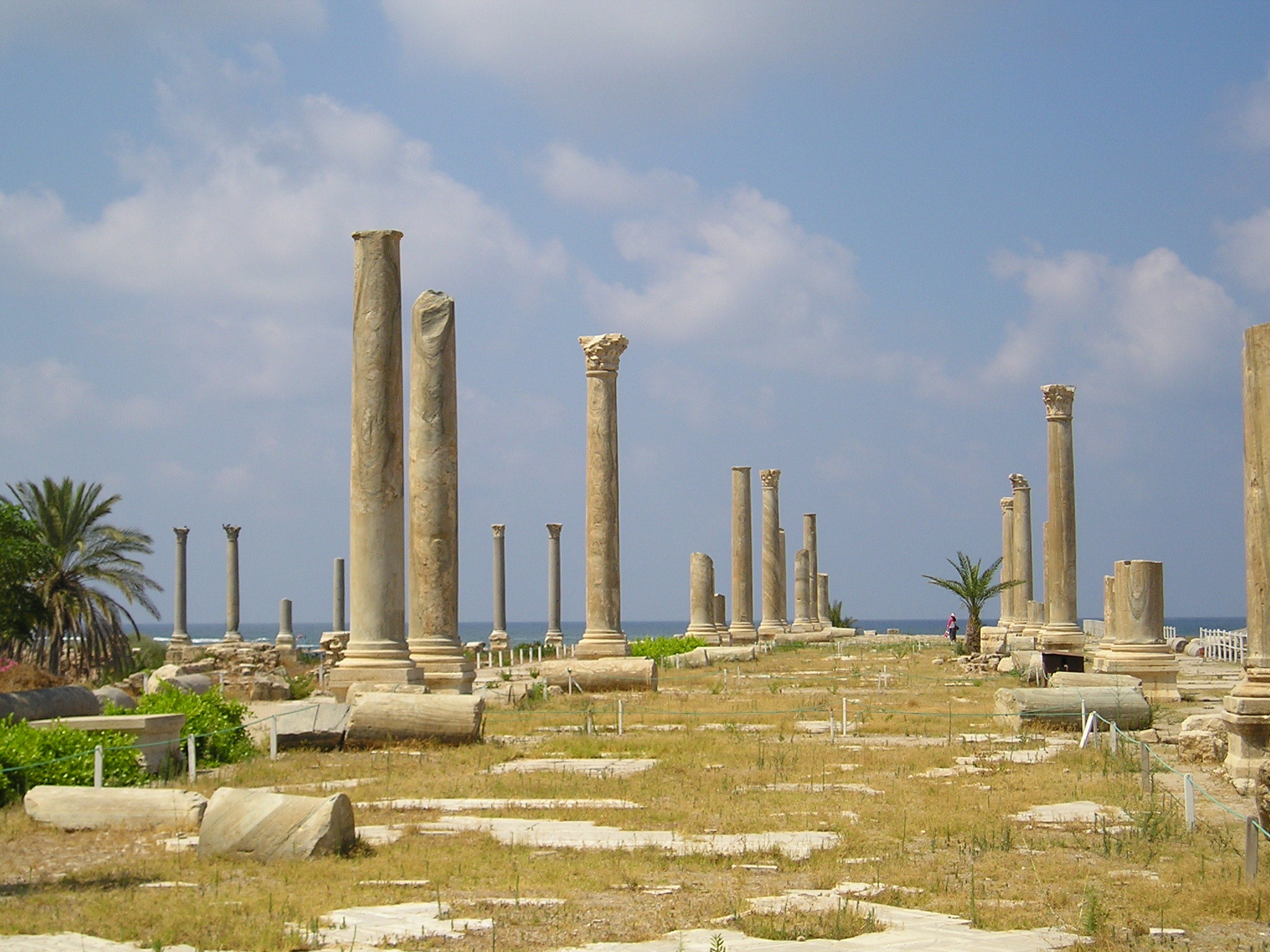
La strada colonnata di Tiro (Libano)

Molti storici, analizzando l'uso delle tecniche ossidionali di Alessandro Magno per l'assedio di Tiro - città fenicia fondatrice di Cartagine e in seguito divenuta sua protetta - riscontrano nei movimenti del macedone, il richiamo e l'analogia con l'assedio dionisiano di Mozia: egli infatti fa uso di catapulte e ponti mobili; perfezionati ovviamente dall'inizio del loro utilizzo che avvenne proprio durante la fine della seconda campagna punica siciliana e l'inizio dell'assedio moziese. Tecniche ossidionali accuratamente descritte da Filisto, consigliere e soldato di Dionisio I di Siracusa. Scrive a tal proposito la storica Marta Sordi: 
(Marta Sordi, Amnistia, perdono e vendetta nel mondo antico, Volume 23, pag. 191-192)
È infatti risaputo che Alessandro Magno, come già suo padre Filippo, era un ammiratore dei racconti di Filisto; ed egli doveva averli letti ancor prima in Macedonia, per poi farseli portare come è noto da Arpalo in Asia: in quei libri vi era narrato e descritto anche l'assedio di Mozia.
Le forti analogie riscontrate sono principalmente due:
- La costruzione di un terrapieno per attraversare le basse acque e attaccare la città[44]
- L'uso di macchinari bellici come catapulte; arieti; torri d'assedio.

Altri storici, come Giovanni Garbini - in La caduta di Mozia - Studi sulla Sicilia occidentale in onore di Vincenzo Tusa - hanno espresso parecchie perplessità sulla descrizione diodorea riguardo soprattutto l'uso delle torri d'assedio utilizzate già a Selinunte e poi a Mozia; e descritte come alte 6 metri. Ricordando che tali torri furono ideate da Diade, architetto di Alessandro Magno nel 330 a.C., come descritto da Marco Vitruvio Pollione. Dunque si accusa Diodoro Siculo di aver tratto esempio, o di essere stato influenzato dalla vicenda dell'assedio di Tiro, ponendo macchinari bellici non ancora esistenti al tempo di Mozia e descrivendo scene di battaglie mai realmente accadute.. Ma Diodoro prese, a sua volta, i suoi riferimenti da Timeo; storico noto per essere un fervido oppositore della tirannide di Dionisio I. Sarebbe difficile credere che Timeo abbia inventato passaggi che mettevano in grandiosa luce i movimenti del tiranno che egli mal sopportava. Altri studiosi, come L. J. Sanders - in Dionysius I of Syracuse and Greek Tyranny - sostengono che data l'assenza del tono ostile a Dionisio, tipico appunto di Timeo, la fonte di Diodoro sia stata Filisto; ma se così fosse, non essendo vissuto egli al tempo di Alessandro Magno, non esisterebbe alcuna possibilità che l'assedio moziese fosse ispirato all'assedio libanese e non fosse invece l'opposto.
Mentre non si pone in dubbio la paternità sull'invenzione bellica della balista, ed il suo uso durante l'assedio moziese, ciò che viene messo in dubbio è tutto il resto dell'apparato bellico siracusano, adoperato in quell'occasione. Le fonti sono divise: vi sono tesi che non appoggiano la veridicità di quegli eventi e altri che al contrario accettano quanto descritto da Diodoro: 
(Lorenzo Braccesi, Hesperia 9, 1998, pag. 127)

### Il ritrovamento dell'Efebo di Mozia

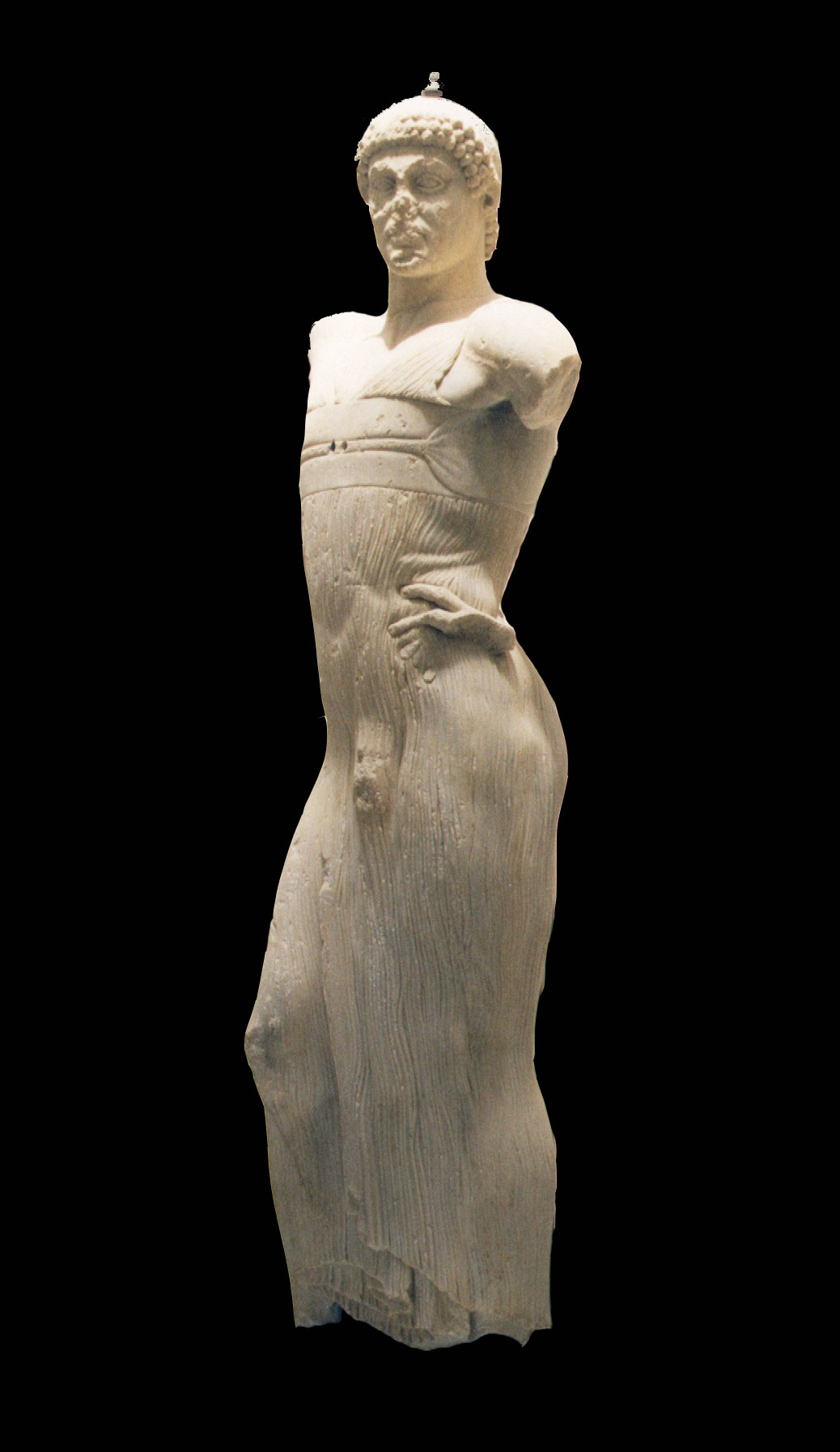
Il Giovinetto di Mozia o Auriga moziese.

L'Efebo di Mozia è un'importante scultura dell'epoca classica, ritrovata nell'isola. Essa venne alla luce in epoca moderna, dopo essere stata sepolta per secoli sotto una colmata di argilla e marna calcarea gettata intenzionalmente, si suppone dagli stessi moziesi.
La sua origine è controversa, poiché a lungo si è discusso se essa fosse stata modellata da greci o da fenici. Ciò che la collega all'assedio in questione è il suo singolare ritrovamento, e il suo tempo, che riconduce al concitato assedio e alla tragica caduta della città.
La colmata, dentro la quale venne ritrovata la statua, era stata sviluppata su di una zona disabitata dell'isola durante l'ultimo periodo storico moziese, e al suo interno, oltre l'efebo, vi si rinvennero altri oggetti d'epoca classica, tra cui parecchie punte di freccia; che per alcuni studiosi rappresentano la prova evidente che quella colmata avvenne durante o subito dopo l'assedio dionisiano.
Come avvenne nella più nota colmata persiana - nella quale gli ateniesi seppellirono le loro statue sacre distrutte dai persiani - si suppone che anche i moziesi abbiano seppellito i loro oggetti, andati distrutti durante il sacco della città.
Ci sono diverse ipotesi che riguardano l'assedio dionisiano in relazione all'efebo di ignota origine. Secondo una di queste i soldati di Dionisio nel momento del saccheggio depredarono la statua, strappandole gli ornamenti di bronzo - che generalmente ricoprivano le sculture sacre del tempo - nella foga la statua cadde e si ruppe nei punti più deboli: braccia e caviglie. Venne allora abbandonata poiché il marmo non aveva alcun valore economico. I moziesi, la recuperarono e la seppellirono nella grande colmata, insieme ad altri oggetti devastati.
Si tende invece ad escludere l'ipotesi che detta colata, contenente il simbolo più noto di Mozia, possa essere stata fatta dagli invasori, ovvero dai soldati di Dionisio - nonostante questi avessero lasciato un contingente di sicelioti che rimase sull'isola fino all'arrivo di Imilcone - né si tende a estromettere la possibilità di un ritorno da parte di abitanti moziesi, dopo l'avvenuto passaggio cartaginese.

### Fonti primarie
- Filisto: Sikelikà
- Timeo di Tauromenio: Storie
- Diodoro Siculo: Bibliotheca historica
- Polieno: Stratagemmi

### Fonti secondarie
- Pietro Longo, Ragionamenti istorici sulle colonie de'trojani in Sicilia ..., Dalla Reale stamperia, 1810. ISBN non esistente
- Diodoro Siculo a cura di Giuseppe Compagnoni, Biblioteca storica dei Diodoro Siculo, Volume 4, G.B. Sonzogno, 1820. ISBN non esistente
- Polyaenus di Lampsaco (di Lampsaco) a cura di Lelio Carani, Gli Stratagemmi di Polieno tradotti da Lelio Carani, dalla tipografia di Gio. Battista Sonzogno, 1821. ISBN non esistente
- Pietro Sanfilippo, Compendio della Storia di Sicilia del p. Pietro Sanfilippo della Compagnia di Gesù, Stamperia Giovanni Pedone, 1843. ISBN non esistente
- Giovanni E. Di Blasi e Gambacorta, Storia del regno di Sicilia dell'epoca oscura e favolosa sino al 1774: seguita da un'appendice sino alla fine del secolo XVIII, Volume 1, Stamperia Oretea, 1844. ISBN non esistente
- Giovanni Evangelista Di Blasi, Storia del regno di Sicilia, Volume 1, Edizioni Dafni,, 1844. ISBN non esistente
- Karl Julius Beloch, L'Impero Siciliano di Dionisio (Book from the collections of: Oxford University), Accademia dei Lincei, 1881. ISBN non esistente
- La statua marmorea di Mozia e la scultura di stile severo in Sicilia. Atti della Giornata di studio (Marsala, 1 giugno 1986), L'ERMA di BRETSCHNEIDER, 1988, ISBN 978-88-7062-742-8.
- Marta Sordi, Amnistia, perdono e vendetta nel mondo antico, Volume 23, Vita e Pensiero, 1997, ISBN 978-88-343-1246-9.
- Lorenzo Braccesi, Hesperia 9, L'ERMA di BRETSCHNEIDER,, 1998, ISBN 978-88-8265-008-7.
- Nicola Bonacasa, Lorenzo Braccesi, Ernesto De Miro, La Sicilia dei due Dionisî:atti della Settimana di studio, Agrigento, 24-28 febbraio 1999, L'ERMA di BRETSCHNEIDER, 2002, ISBN 88-8265-170-3.
- Gaia Servadio, Mozia: alla scoperta di una civiltà scomparsa, Flaccovio Dario, 2003, ISBN 88-7758-484-X.
- Lorenzo Nigro, Mozia, X: rapporto preliminare della XXII campagna di scavi, 2002 ..., La Sapienza Expedition to Palestine & Jordan, 2004, ISBN 88-88438-02-5.
- Francesca Berlinzani, Convivenze etniche, scontri e contatti di culture in Sicilia e Magna Grecia, Tangram Ediz. Scientifiche, 2012, ISBN 978-88-6458-055-5.